# Kellylee Evans

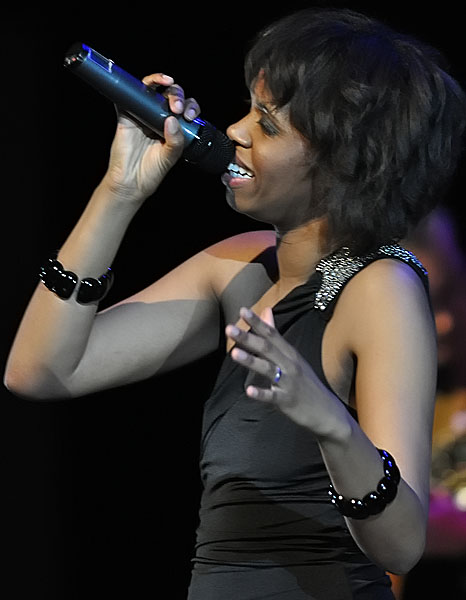
Kellylee Evans (2011)

Kellylee Evans (* 1975 in Toronto) ist eine kanadische Soul- und Jazzsängerin und Songwriterin.

## Leben und Wirken
Kellylee Evans, Tochter jamaikanischer Einwanderer, trat als Jugendliche in Talentshows auf und sang in Jugendchören. Zu Beginn ihrer Karriere hatte sie einen gemeinsamen Auftritt mit Lonnie Plaxico (2001) während ihres Jura-Studiums an der Carleton University. Ab 2002 schrieb sie eigene Songs; sie gewann 2004 den zweiten Platz bei der Thelonious Monk Jazz Vocals Competition. 2005 entstand ihr erstes Album Fight or Flight, an dem u. a. der Pianist George Colligan mitwirkte und für das sie eigene Songs schrieb. Das Album wurde für den Gemini und den Juno Award nominiert. Die Sängerin wurde ferner mit dem Canadian Smooth Jazz Award als beste Sängerin ausgezeichnet. Vier Jahre später wurde ihr zweites Album The Good Girl veröffentlicht. Ihr für das französische Label Loin Music mit Sidemen wie François Moutin und André Ceccarelli entstandenes drittes Album Nina war ein Tribut an Nina Simone. 2011 wurde auch dieses Album für den Juno Award nominiert.
Seit 2005 tritt Evans regelmäßig im kanadischen Fernsehen und Radio auf, u. a. in einer Episode der Sitcom Getting Along Famously.

## Diskographische Anmerkungen
als Leader
- Fight Or Flight? – (ENLIVEN! Records, 2006)
- Fight Or Flight? (Live) – (ENLIVEN!, 2007)
- The Good Girl – (ENLIVEN!, 2010)
- Nina – (Plus Loin, 2010)
- I Remember When – (Universal Music Group, 2013)
- Come On – (Motown, 2015)
- Greenlight – (Enliven Media, 2021)